# Sledda z Esseksu
Sledda z Esseksu (ur.?, zm. 604) – syn założyciela Królestwa Esseksu – Aescwine’a, którego zastąpił na tronie królestwa w 587. Jego imię wzmiankuje genealogia władców Esseksu, sporządzona w IX wieku w Wesseksie, zachowana fragmentarycznie do dziś i przechowywana w zbiorach Biblioteki Brytyjskiej.
Część historyków uważa, że to Sledda, a nie jego ojciec był rzeczywistym założycielem Królestwa Esseksu.
Jego żoną była Ricula – siostra króla Kentu – Ethelberta.  Miał z nią dwóch synów: Saeberta i Seksbalda.